# Сандей
Сандей (англ. Sanday) — остров в архипелаге Оркнейских островов, у северной оконечности Шотландии.

## Этимология
Название острова произошло возможно от скандинавского -Sandøy, что означает песчаный остров. Похожее название имеет остров Сандой в архипелаге Фарерских островов и остров Сандей в архипелаге Внутренние Гебриды.

## География

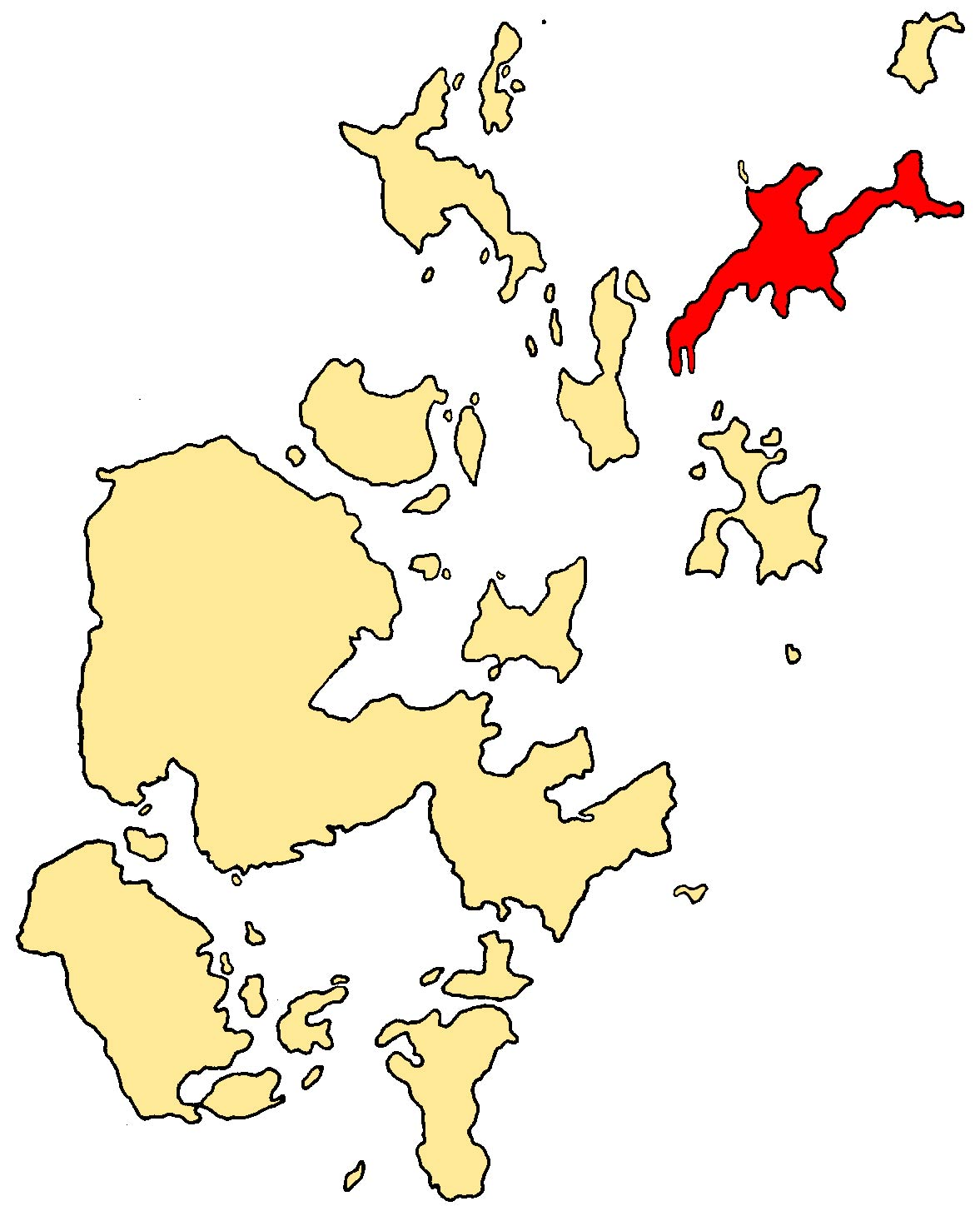
Остров Сандей на карте Оркнейских островов.

Расположен в северо-восточной части архипелага, ближайшие крупные острова — Стронсей на юге, Идей на юго-западе и Норт-Роналдсей на северо-востоке.
Омывается с юга проливом Сандей-Саунд, с северо-запада проливом Норт-Саунд, с севера проливом Норт-Роналдсей-Ферт.
Площадь острова — 50,4 квадратных километра. Рельеф в основном равнинный, почвы плодородны и используются в сельском хозяйстве. Много песчаных пляжей.
На острове организован заказник «Ист-Сандей-Кост» площадью 15,1 квадратных километра. Под охраной:
- Морской песочник (Calidris maritima) — 840 особей, 1,7% популяции Восточной Атлантики.
- Камнешарка (Arenaria interpres) — 1 400 особей, 2,0% популяции биогеографического региона Палеарктика.

## Население
Население острова — 494 человека.
Населённые пункты:
- Бротаун
- Кеттлтофт
- Нортуолл
- Усадьба Скар

## Экономика
В центре находится аэропорт Сандей, рейсы компании Loganair:
- Керкуолл, 11 рейсов в неделю, лето 2012.
- Стронсей, 6 рейсов в неделю, лето 2012.

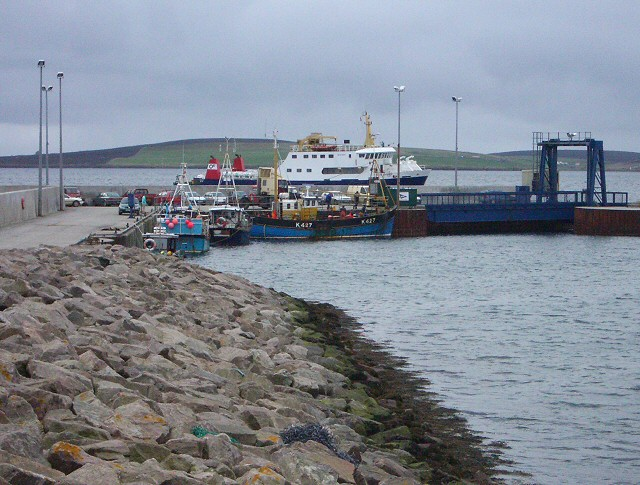
Паромная переправа на юго-западе острова.

Паромы компании Orkney Ferries, ежедневные рейсы в Керкуолл, еженедельные на остров Идей. Паромы отправляются от причала на юго-западе острова.
Автодорога B9068 пересекает центральную часть острова, ведет из деревни Кеттлтофт у юго-восточного берега в усадьбу Скар у северо-западного берега. B9069 соединяет центр острова и деревню Нортуолл в северо-восточной части. B9070 соединяет паромную переправу на юго-западе острова и центр острова.

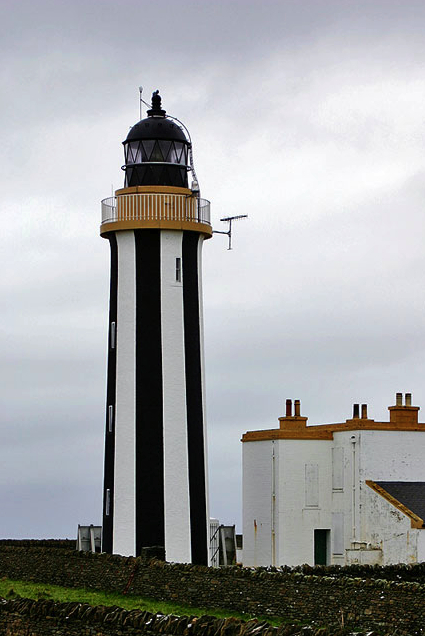
Маяк Старт-Пойнт.

Маяк Старт-Пойнт расположен на крайнем восточном мысу острова, находится в ведении организации Northern Lighthouse Board.

## Образование
На острове работает средняя школа «Sanday Community School».В школе учился Лиам Макартур, депутат Шотландского парламента от одномандатного округа Оркнейские острова.

## Достопримечательности
- Куинесс-Каирн — погребальное сооружение, каирн эпохи неолита, построен около 2900 года до н. э[8].
- Скар-Бот-Бериэл — раскопки погребальной ладьи, конец IX века[9].

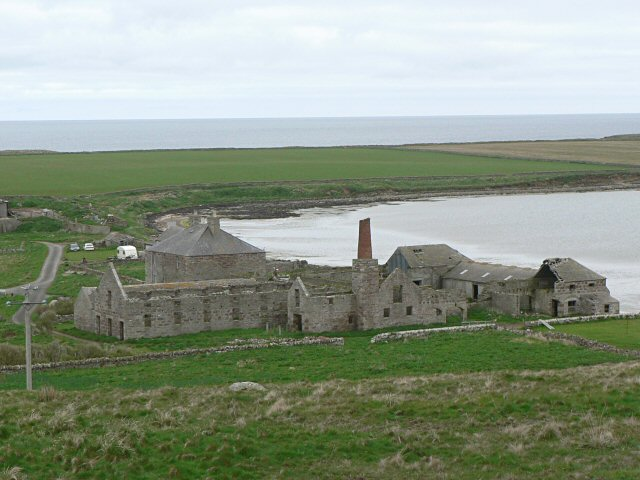
Усадьба Стов-Фармхаус.

- Усадьбы Лопнесс-Хаус (XVII век)[10][11], Треснесс-Хаус (XVII—XIX век)[12], Уорсеттер-Фарм (XVIII век)[13][14], Куивалс-Фармхаус (XVIII век)[15], Сэвилл-Фармхаус (конец XVIII века)[16], Скар-Хаус (конец XVIII— начало XIX века, водяная и ветряная мельницы)[17][18][19], Джерамонт-Лодж (1835 год)[20], Болокой-Фарм (середина XIX века)[21], Стов-Фармхаус (1857 год)[22], Бэкскейл-Мэйнс (1863 год)[23], Мэригарт-Мэнс (конец XIX века)[24] включены в список памятников архитектуры категории «B».
- Маяк Старт-Пойнт на крайнем восточном мысу острова построен по разным данным в 1806, 1870 или 1880 году. В 1971 году включён в список памятников архитектуры категории «B»[25][26][27].

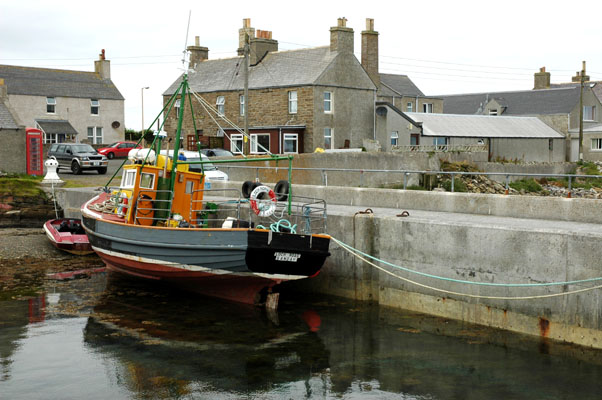
Рыбацкое судно у пирса Кеттлтофт-Пир.

- Кеттлтофт-Пир — пирс в деревне Кеттлтофт 1883 года постройки. В 1999 включён в список памятников архитектуры категории «B»[28].
- В начале XXI века на острове непродолжительное время действовала самая северная в Великобритании железная дорога.

## Фильмография
Острову посвящена одна из серий телевизионного сериала об археологии Time Team.